# Hardt (Neunkirchen-Seelscheid)
Hardt ist ein Ortsteil der Gemeinde Neunkirchen-Seelscheid im Rhein-Sieg-Kreis.

## Lage
Hardt liegt auf den Hängen des Wendbachtales im Bergischen Land. Nachbarorte sind Wende im Westen, Söntgerath im Norden und Birkenfeld im Süden.

## Geschichte
1830 hatte Hardt 19 Einwohner. 1845 hatte der Hof zehn katholische Einwohner in drei Häusern. 1888 gab es 29 Bewohner in sieben Häusern.
1901 hatte der Weiler 35 Einwohner. Verzeichnet sind die Familien Maurer Peter Albus, Maurer Heinrich Wilhelm Klein, Ackerer Franz Josef Krieger, Maurer Peter Wilhelm Overrödder, Schuster Wimar Rosendahl und Ackerin Witwe Wilhelm Steimel.
1910 wohnten in Hardt die Ackerer Peter Albus, Peter Keppel, Heinrich Wilhelm Klein und Peter Wilhelm Overrödder, Schuster Wimar Rosendahl und Tagelöhner Johann Josef Sommerhäuser.
Das Dorf gehörte bis 1969 zur Gemeinde Neunkirchen.